# 赤腳Summer
《赤腳Summer》（日语：／ Hadashi de Samā */?）是日本女子偶像組合乃木坂46第15張單曲，於2016年7月27日由N46Div.發售。《離岸少女》是JR東日本出品的飲用水「From AQUA〜谷川連峰的天然水〜」的廣告歌，《專屬光芒》是日本電視台主辦的第36屆全國高校問答大賽的打氣曲，單曲則是東京女孩展演在109百貨設置的貼紙相機的背景音樂。同名標題曲由齋藤飛鳥首次擔任Center（中心成員）。

## 概要
單曲分為Type A、Type B、Type C、Type D和通常盤，總共五個版本。其中，《赤腳Summer》和《專屬光芒》收錄於所有版本，《赤腳Summer》的音樂錄影帶則收錄於通常盤以外的所有版本。《無處可去的我們》收錄於通常盤；《離岸少女》及其音樂錄影帶、「只有公演觀眾才看得見 真夏的全国巡演2015 全16公演Opening影片 上卷 START」和部分成員的影片收錄於Type A；《生命的真相 音樂劇「賣蘋果的人與臭蟲」》及其音樂錄影帶、「只有公演觀眾才看得見 真夏的全国巡演2015 全16公演Opening影片 下卷 START」和部分成員的影片收錄於Type B；《白米大人》及其音樂錄影帶、影片「春紫苑綻放的一夜 〜深川麻衣畢業演唱會 後台〜」收錄於Type C；《秘密塗鴉》及其音樂錄影帶、「短篇電影 《無處可去的我們》」收錄於Type D。特典方面，除了通常盤外，所有版本均附送全國握手會參加券和生寫真各一張
2016年5月19日，乃木坂46在官方網站宣佈於同年7月27日發賣單曲。6月5日，乃木坂46在東京電視台的冠名節目《乃木坂工事中》中公佈了選拔成員名單，並且由齋藤飛鳥初次擔任中心成員。7月1日，乃木坂46公佈了單曲名稱，以及成員在千葉縣九十九里濱的工作室以自拍神器拍攝的單曲封面。7月8日，乃木坂46在Youtube上公開了單曲的音樂錄影帶。
乃木坂46在日本電視台節目《BUZZ RHYTHM》、朝日電視台節目《MUSIC STATION》和TBS電視台節目《Good Time Music》節目上均有宣傳單曲。
2016年7月20日，影片網站GYAO!為了紀念單曲發賣，推出了模擬握手會，有份參與的分別是齋藤飛鳥、生田繪梨花、櫻井玲香和衛藤美彩。2017年6月9日，乃木坂46與服裝商STRIPE INTERNATIONAL推出了以單曲形象而設計成的服裝。

## 歌曲
單曲的音樂錄影帶在沖繩縣名護市和宜野座村一帶所拍攝，這是乃木坂46首次在沖繩拍攝音樂錄影帶，並且由《忘記悲傷的方法 Documentary of 乃木坂46》導演丸山健志花了兩天拍攝而成，拍攝日期是2016年6月中旬，概念是「自由自在，隨心所欲的女孩們以只有她們自己的新天地為目標，不分昼夜享受這個夏天！！」。
《離岸少女》是白石麻衣的第一首獨唱歌曲，音樂錄影帶攝於2016年6月下旬，導演是井上強。音樂錄影帶中，白石在關島挑戰衝浪，花了約一小時練習便在拍攝時划水成功。
《生命的真相 音樂劇「賣蘋果的人與臭蟲」》是生田繪里花與音樂劇演員坂元健兒的合唱曲，曲風亦與音樂劇類同，導演是中村太洸，編排演出則是由TETSUHARU負責。
《白米大人》是由松村沙友理、佐佐木琴子、寺田蘭世和伊藤卡琳組成的蘋果軍團所演唱的歌曲，其音樂錄影帶攝於2016年6月上旬，拍攝場地是埼玉縣飯能市和曙兒童之森公園，導演是伊藤眾人。音樂錄影帶中將成員日常的奇怪行動，例如將耳筒塞進鼻孔來聽音樂和將石頭當成寵物，並且帶「牠」散步等行為影像化。由於歌曲的主題是愛吃白米，因此拍攝時眾人均將飯粒黏在臉上。
《秘密塗鴉》是Under成員的歌曲，由樋口日奈擔任中心成員。音樂錄影帶攝於2016年6月下旬，拍攝場地是茨城縣的一所學校，導演是山岸聖太。音樂錄影帶中講述以伊藤萬理華為首的「愛上樋口之友會」和井上小百合率領的「樋口親衛隊」，為了校園女神樋口日奈而展開爭鬥。搞笑組合髭男爵的樋口君也有份參演。
音樂評論家柴那典認為單曲承襲了乃木坂46「夏曲」的電結他和快節奏8拍的特徵，與此同時配上合成器和原聲吉他的音色，可媲美卡莉·蕾·杰普森等人的電子舞曲和及後的舞蹈流行音樂，歌詞方面以男性角度出發，概念是「周圍一直都有大量男性朋友，但是能夠好好拿捏的女孩」。

## 榜單成績
在Oricon公信榜，單曲以72.8萬銷量取得週榜冠軍，累計第14張單曲取得第1位，僅次於AKB48（31張）、早安少女組。（17張）、SKE48（15張），位列女子組合的第4位，同時亦是連續第14張單曲取得第1位，僅隨AKB48（31張）和SKE48（15張），位列女子組合的第3位，在年榜則取得第6位，累計賣出85.1萬張。
在告示牌JAPAN Top Singles Sales榜，單曲以74.9萬銷量取得週榜冠軍，銷量超越了前作《當春紫苑盛開時》，以11張單曲刷新了自己的連續和累計首位的紀錄，同時亦取在日本熱門100金曲榜取得第1位，2016年Top Singles Sales年榜則取得第6位。
在SoundScan Japan年榜中，單曲同樣位列第6位，累計銷量為89.2萬。
2017年12月8日，單曲獲日本唱片協會認證為百萬單曲。

## 收錄內容

### Type-A
| CD   | CD                        | CD     | CD                 | CD                 | CD   |
| 曲序 | 曲目                      |        | 作曲               | 編曲               | 时长 |
| ---- | ------------------------- | ------ | ------------------ | ------------------ | ---- |
| 1.   | 赤腳Summer                | 秋元康 | 福森秀敏           | APAZZI             | 4:37 |
| 2.   | 專屬光芒                  | 秋元康 | Hiro Hoashi        | Hiro Hoashi        | 3:52 |
| 3.   | 離岸少女                  | 秋元康 | Akira Sunset、ha-j | Akira Sunset、ha-j | 3:23 |
| 4.   | 赤腳Summer off vocal ver. |        | 福森秀敏           | APAZZI             | 4:47 |
| 5.   | 專屬光芒 off vocal ver.   |        | Hiro Hoashi        | Hiro Hoashi        | 3:52 |
| 6.   | 離岸少女 off vocal ver.   |        | Akira Sunset、ha-j | Akira Sunset、ha-j | 3:22 |

| DVD  | DVD                                                                    | DVD      | DVD  |
| 曲序 | 曲目                                                                   | 導演     | 时长 |
| ---- | ---------------------------------------------------------------------- | -------- | ---- |
| 1.   | 赤腳Summer Music Video                                                 | 丸山健志 | 4:42 |
| 2.   | 離岸少女 Music Video                                                   | 井上強   | 3:49 |
| 3.   | 只有公演觀眾才看得見 真夏的全国巡演2015 全16公演Opening影片 上卷 START |          | 5:49 |
| 4.   | 若月佑美編                                                             |          | 3:27 |
| 5.   | 堀未央奈&北野日奈子編                                                  |          | 1:39 |
| 6.   | 中元日芽香&能條愛未編                                                  |          | 1:38 |
| 7.   | 齋藤千春&永島聖羅編                                                    |          | 2:42 |
| 8.   | 齋藤飛鳥編                                                             |          | 3:40 |
| 9.   | 伊藤卡琳&伊藤純奈編                                                    |          | 2:36 |
| 10.  | 深川麻衣編                                                             |          | 5:12 |
| 11.  | 中田花奈&佐佐木琴子編                                                  |          | 1:56 |
| 12.  | 井上小百合編                                                           |          | 3:01 |
| 13.  | 中元日芽香&和田真彩編                                                  |          | 3:01 |
| 14.  | 伊藤萬理華編                                                           |          | 2:19 |
| 15.  | 鈴木絢音&寺田蘭世編                                                    |          | 2:48 |
| 16.  | 高山一實編                                                             |          | 7:17 |

### Type-B
| CD   | CD                                                   | CD     | CD          | CD          | CD   |
| 曲序 | 曲目                                                 |        | 作曲        | 編曲        | 时长 |
| ---- | ---------------------------------------------------- | ------ | ----------- | ----------- | ---- |
| 1.   | 赤腳Summer                                           | 秋元康 | 福森秀敏    | APAZZI      | 4:37 |
| 2.   | 專屬光芒                                             | 秋元康 | Hiro Hoashi | Hiro Hoashi | 3:52 |
| 3.   | 生命的真相 音樂劇「賣蘋果的人與臭蟲」                | 秋元康 | NA.ZU.NA    | NA.ZU.NA    | 5:14 |
| 4.   | 赤腳Summer off vocal ver.                            |        | 福森秀敏    | APAZZI      | 4:37 |
| 5.   | 專屬光芒 off vocal ver.                              |        | Hiro Hoashi | Hiro Hoashi | 3:52 |
| 6.   | 生命的真相 音樂劇「賣蘋果的人與臭蟲」 off vocal ver. |        | NA.ZU.NA    | NA.ZU.NA    | 5:13 |

| DVD  | DVD                                                                    | DVD      | DVD  |
| 曲序 | 曲目                                                                   | 導演     | 时长 |
| ---- | ---------------------------------------------------------------------- | -------- | ---- |
| 1.   | 赤腳Summer Music Video                                                 | 丸山健志 | 4:42 |
| 2.   | 生命的真相 音樂劇「賣蘋果的人與臭蟲」 Music Video                      | 中村太洸 | 5:53 |
| 3.   | 只有公演觀眾才看得見 真夏的全国巡演2015 全16公演Opening影片 下卷 START |          | 5:11 |
| 4.   | 星野南編                                                               |          | 1:27 |
| 5.   | 川後陽菜&相樂伊織編                                                    |          | 4:31 |
| 6.   | 衛藤美彩編                                                             |          | 2:30 |
| 7.   | 永島聖羅&能條愛未編                                                    |          | 6:31 |
| 8.   | 秋元真夏編                                                             |          | 1:38 |
| 9.   | 佐佐木琴子&堀未央奈編                                                  |          | 3:00 |
| 10.  | 齊藤優里編                                                             |          | 2:11 |
| 11.  | 川村真洋&樋口日奈編                                                    |          | 3:02 |
| 12.  | 新内眞衣編                                                             |          | 2:38 |
| 13.  | 齋藤千春&渡邊米莉愛編                                                  |          | 5:44 |
| 14.  | 松村沙友理編                                                           |          | 4:16 |
| 15.  | Under成員、神宮編                                                      |          | 3:47 |
| 16.  | 櫻井玲香編                                                             |          | 1:57 |

### Type-C
| CD   | CD                        | CD     | CD          | CD          | CD   |
| 曲序 | 曲目                      |        | 作曲        | 編曲        | 时长 |
| ---- | ------------------------- | ------ | ----------- | ----------- | ---- |
| 1.   | 赤腳Summer                | 秋元康 | 福森秀敏    | APAZZI      | 4:37 |
| 2.   | 專屬光芒                  | 秋元康 | Hiro Hoashi | Hiro Hoashi | 3:52 |
| 3.   | 白米大人                  | 秋元康 | Ruby        | Araken      | 4:06 |
| 4.   | 赤腳Summer off vocal ver. |        | 福森秀敏    | APAZZI      | 4:37 |
| 5.   | 專屬光芒 off vocal ver.   |        | Hiro Hoashi | Hiro Hoashi | 3:52 |
| 6.   | 白米大人 off vocal ver.   |        | Ruby        | Araken      | 4:05 |

| DVD  | DVD                                          | DVD      | DVD   |
| 曲序 | 曲目                                         | 導演     | 时长  |
| ---- | -------------------------------------------- | -------- | ----- |
| 1.   | 赤腳Summer Music Video                       | 丸山健志 | 4:43  |
| 2.   | 白米大人 Music Video                         | 伊藤眾人 | 4:43  |
| 3.   | 春紫苑綻放的一夜 〜深川麻衣畢業演唱會 後台〜 |          | 32:32 |

### Type-D
| CD   | CD                        | CD     | CD          | CD          | CD   |
| 曲序 | 曲目                      |        | 作曲        | 編曲        | 时长 |
| ---- | ------------------------- | ------ | ----------- | ----------- | ---- |
| 1.   | 赤腳Summer                | 秋元康 | 福森秀敏    | APAZZI      | 4:37 |
| 2.   | 專屬光芒                  | 秋元康 | Hiro Hoashi | Hiro Hoashi | 3:52 |
| 3.   | 秘密塗鴉                  | 秋元康 | 築田格      | 築田格      | 4:11 |
| 4.   | 赤腳Summer off vocal ver. |        | 福森秀敏    | APAZZI      | 4:37 |
| 5.   | 專屬光芒 off vocal ver.   |        | Hiro Hoashi | Hiro Hoashi | 3:52 |
| 6.   | 秘密塗鴉 off vocal ver.   |        | 築田格      | 築田格      | 4:10 |

| DVD  | DVD                         | DVD      | DVD   |
| 曲序 | 曲目                        | 導演     | 时长  |
| ---- | --------------------------- | -------- | ----- |
| 1.   | 赤腳Summer Music Video      | 丸山健志 | 4:43  |
| 2.   | 秘密塗鴉 Music Video        | 山岸聖太 | 5:59  |
| 3.   | 短篇電影 《無處可去的我們》 | 湯淺弘章 | 33:19 |

### 通常盤
| CD   | CD                            | CD     | CD          | CD          | CD   |
| 曲序 | 曲目                          |        | 作曲        | 編曲        | 时长 |
| ---- | ----------------------------- | ------ | ----------- | ----------- | ---- |
| 1.   | 赤腳Summer                    | 秋元康 | 福森秀敏    | APAZZI      | 4:37 |
| 2.   | 專屬光芒                      | 秋元康 | Hiro Hoashi | Hiro Hoashi | 3:52 |
| 3.   | 無處可去的我們                | 秋元康 | 大橋莉子    | 佐佐木裕    | 4:55 |
| 4.   | 赤腳Summer off vocal ver.     |        | 福森秀敏    | APAZZI      | 4:37 |
| 5.   | 專屬光芒 off vocal ver.       |        | Hiro Hoashi | Hiro Hoashi | 3:52 |
| 6.   | 無處可去的我們 off vocal ver. |        | 大橋莉子    | 佐佐木裕    | 4:54 |

## 選拔成員

### 赤腳Summer
（Center：齋藤飛鳥）
- 第1列：橋本奈奈未、西野七瀨、齋藤飛鳥、白石麻衣、生田繪梨花
- 第2列：高山一實、衛藤美彩、松村沙友理、秋元真夏、櫻井玲香
- 第3列：北野日奈子、星野南、若月佑美、生駒里奈、堀未央奈、中元日芽香

### 專屬光芒
- 北野日奈子、星野南、若月佑美、生駒里奈、堀未央奈、中元日芽香、高山一實、衛藤美彩、松村沙友理、秋元真夏、櫻井玲香、橋本奈奈未、西野七瀨、齋藤飛鳥、白石麻衣、生田繪梨花[1]

### 離岸少女
- 白石麻衣[1]

### 生命的真相　音樂劇「賣蘋果的人與臭蟲」
- 生田繪梨花[1]
- 客演嘉宾[1]：坂元健兒（日语：坂元健児）

### 白米大人
- 蘋果軍團 / 松村沙友理、伊藤卡琳、佐佐木琴子、寺田蘭世[1]

### 秘密塗鴉
（Center：樋口日奈）
- 伊藤萬理華、井上小百合、川後陽菜、川村真洋、齋藤千春、齊藤優里、中田花奈、能條愛未、樋口日奈、和田真彩、伊藤卡琳、伊藤純奈、相樂伊織、佐佐木琴子、新內真衣、鈴木絢音、寺田蘭世、山崎奈、渡邊米莉愛[1]

### 無處可去的我們
- 伊藤萬理華、井上小百合[1]

## 外部連結
- 音樂錄影帶
  - YouTube上的乃木坂46 『裸足でSummer』（2016年7月8日）
  - YouTube上的乃木坂46 『オフショアガール』Short Ver.（2016年7月26日）
  - YouTube上的乃木坂46 『命の真実 ミュージカル「林檎売りとカメムシ」』Short Ver.（2016年7月26日）
  - YouTube上的乃木坂46 『白米様』Short Ver.（2016年7月26日）
  - YouTube上的乃木坂46 『シークレットグラフィティー』Short Ver.（2016年7月26日）
- 精華特典影片
  - YouTube上的ライブ参加者だけが観られた“真夏の全国ツアー2015”全16公演オープニング映像（2016年7月19日）
  - YouTube上的ハルジオンが咲いた夜（2016年7月19日）
  - YouTube上的ショートムービー“行くあてのない僕たち”（2016年7月19日）
- 合作廣告 
  - YouTube上的From AQUA CM「乃木坂46 公園・買い物」篇（2016年7月6日）
  - YouTube上的From AQUA CM「乃木坂46 登山・応援」篇（2016年7月6日）
  - YouTube上的From AQUA CM メイキング動画（2016年7月6日）
  - YouTube上的From AQUA 桜井玲香 インタビュー動画（2016年7月6日）
  - YouTube上的From AQUA 松村沙友理 インタビュー動画（2016年7月6日）
  - YouTube上的From AQUA 生田絵梨花 インタビュー動画（2016年7月12日）
  - YouTube上的From AQUA 堀未央奈 インタビュー動画（2016年7月12日）
  - YouTube上的From AQUA 白石麻衣 インタビュー動画（2016年7月19日）
  - YouTube上的From AQUA 星野みなみ インタビュー動画（2016年7月19日）
  - YouTube上的From AQUA 北野日奈子 インタビュー動画（2016年7月26日）
  - YouTube上的From AQUA 橋本奈々未 インタビュー動画（2016年7月26日）
  - YouTube上的From AQUA 衛藤美彩 インタビュー動画（2016年8月2日）
  - YouTube上的From AQUA 高山一実 インタビュー動画（2016年8月2日）
  - YouTube上的From AQUA 若月佑美 インタビュー動画（2016年8月9日）
  - YouTube上的From AQUA 齋藤飛鳥 インタビュー動画（2016年8月9日）
  - YouTube上的From AQUA 秋元真夏 インタビュー動画（2016年8月16日）
  - YouTube上的From AQUA 生駒里奈 インタビュー動画（2016年8月16日）
  - YouTube上的From AQUA 中元日芽香 インタビュー動画（2016年8月23日）
  - YouTube上的From AQUA 西野七瀬 インタビュー動画（2016年8月23日）
- 其他
  - YouTube上的乃木坂46 『裸足でSummer』ジャケット写真撮影（2016年6月30日）
  - YouTube上的乃木坂46 『さゆりんご軍団 活動報告〜ライブがこうだと嬉しい〜』（2016年8月5日）